# Poncin
Poncin est une commune française, située dans le département de l'Ain en région Auvergne-Rhône-Alpes.

## Géographie
Le village est construit au bord de la rivière d'Ain, à quelques kilomètres du barrage d'Allement et du lac de Chambod. Plusieurs hameaux sont rattachés à la commune : Breignes, Ménestruel, Leymiat, Avrillat, Champeillon, la Cueille, Allement.
La ville est située au confluent de l'Ain et du Veyron.

### Climat
Pour des articles plus généraux, voir Climat d'Auvergne-Rhône-Alpes et Climat de l'Ain.
En 2010, le climat de la commune est de type climat des marges montargnardes, selon une étude du CNRS s'appuyant sur une série de données couvrant la période 1971-2000. En 2020, Météo-France publie une typologie des climats de la France métropolitaine dans laquelle la commune est dans une zone de transition entre le climat semi-continental et le climat de montagne et est dans une zone de transition entre les régions climatiques « Bourgogne, vallée de la Saône » et « Jura ».
Pour la période 1971-2000, la température annuelle moyenne est de 11,3 °C, avec une amplitude thermique annuelle de 17,8 °C. Le cumul annuel moyen de précipitations est de 1 262 mm, avec 11,6 jours de précipitations en janvier et 7,9 jours en juillet. Pour la période 1991-2020, la température moyenne annuelle observée sur la station météorologique de Météo-France la plus proche, « Vieu », sur la commune de Vieu-d'Izenave à 10 km à vol d'oiseau, est de 9,4 °C et le cumul annuel moyen de précipitations est de 1 610,3 mm,. Pour l'avenir, les paramètres climatiques de la commune estimés pour 2050 selon différents scénarios d'émission de gaz à effet de serre sont consultables sur un site dédié publié par Météo-France en novembre 2022.

## Urbanisme

### Typologie
Au 1er janvier 2024, Poncin est catégorisée bourg rural, selon la nouvelle grille communale de densité à 7 niveaux définie par l'Insee en 2022.
Elle est située hors unité urbaine et hors attraction des villes,.

### Occupation des sols
L'occupation des sols de la commune, telle qu'elle ressort de la base de données européenne d’occupation biophysique des sols Corine Land Cover (CLC), est marquée par l'importance des forêts et milieux semi-naturels (48,8 % en 2018), une proportion sensiblement équivalente à celle de 1990 (49,3 %). La répartition détaillée en 2018 est la suivante :
forêts (46,8 %), prairies (28,9 %), zones agricoles hétérogènes (10,5 %), zones urbanisées (6,2 %), eaux continentales (4,3 %), milieux à végétation arbustive et/ou herbacée (2 %), espaces verts artificialisés, non agricoles (1,3 %).
L'évolution de l’occupation des sols de la commune et de ses infrastructures peut être observée sur les différentes représentations cartographiques du territoire : la carte de Cassini (XVIIIe siècle), la carte d'état-major (1820-1866) et les cartes ou photos aériennes de l'IGN pour la période actuelle (1950 à aujourd'hui).

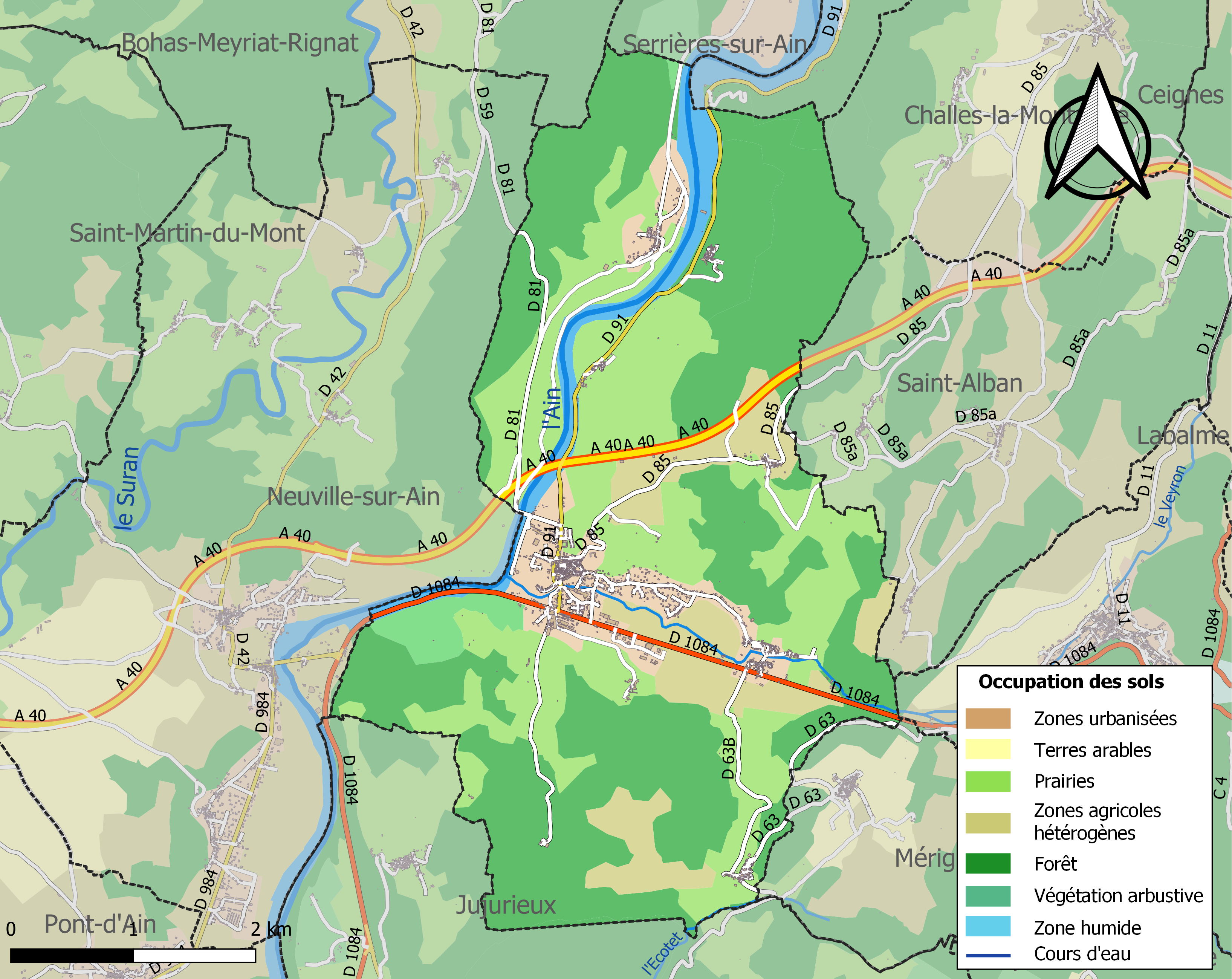
Carte des infrastructures et de l'occupation des sols de la commune en 2018 (CLC).

## Histoire
Le village cité dans les Vies de saint Romain (no 43) et de saint Oyend (no 160).
Le village appartenait aux ducs de Savoie. L'église est érigée en collégiale par Guillaume Bolomier, chancelier du duc de Savoie Amédée VIII,. Cependant, le duc de Savoie obtint le droit de vendre ses terres situées en Bugey (et en Poitou) par l'article 11 du traité d'Utrecht du 11 avril 1713. Le premier acquéreur en 1716 fut Artus-Joseph de La Poype-Saint-Jullin (1653-1739), qui acquit en même temps la baronnie de Cerdon. Il était second président au Parlement de Grenoble, devint premier président en 1730 et mourut en 1739, les deux baronnies échouant alors à son petit-fils, Artus-Joseph II de La Poype (1720-1751), qui laissa comme héritière sa tante Marie-Anne de La Poype, mariée à Jean-Dominique de la Croix de Chevrières de Sayve, mais elle vendit ses droits au comte de Dissimieu et on ne retrouve un baron de Poncin qu'en 1758 : ce sera Gaspard-Roch Augustin Quinson, et la baronnie restera dans sa famille jusqu'à la Révolution,.
Bourg médiéval autrefois important, Poncin est surplombée par une muraille en parfait état. Une politique de mise en valeur du patrimoine médiéval fut envisagée, au même titre que celle mise en place à Pérouges, mais le projet fut abandonné.
Le 17 août 1950, le hameau de Bosseron est rattaché à Neuville-sur-Ain.
Dans les années 1970, un bureau de poste fut même construit sur les ruines d'un des deux châteaux du village.

### Hameaux
Allement (Allamant, Aleman)
Ce village dépendait de la seigneurie de la Cueille, en vertu de la cession faite, le 2 février 1334, à Jean de Luyrieux, par Jean de Buenc, chevalier, seigneur de Beaurepaire.
Avrillat
Il dépendait au dernier siècle (XVIIIe siècle) de la seigneurie de la Cueille.
Bolomier
Fief, possédé, dès le commencement du XIVe siècle, par la noble famille de Bolomier, d'origine romaine. Girard de Bolomier, le premier de cette famille qui vint s'établir en Bugey, en fit bâtir la maison forte (maison forte de Bolomier) en 1315, du consentement d'Humbert V de Thoire-Villars, sire de Thoire-Villars.
Ce fief resta dans sa famille jusqu'au mariage d'Antoinette de Bolomier, fille de Pierre de Bolomier, avec Amé de Conzié, écuyer, grand châtelain de Poncin, qui testa en 1486. Bolomier était encore dans la famille de Conzié en 1789.
Menestruel.

## Politique et administration

### Découpage territorial
La commune de Poncin est membre de la communauté de communes Rives de l'Ain - Pays du Cerdon, un établissement public de coopération intercommunale (EPCI) à fiscalité propre créé le 1er janvier 2012 dont le siège est à Jujurieux. Ce dernier est par ailleurs membre d'autres groupements intercommunaux.
Sur le plan administratif, elle est rattachée à l'arrondissement de Nantua, au département de l'Ain et à la région Auvergne-Rhône-Alpes. Sur le plan électoral, elle dépend du  canton de Pont-d'Ain pour l'élection des conseillers départementaux, depuis le redécoupage cantonal de 2014 entré en vigueur en 2015, et de la cinquième circonscription de l'Ain  pour les élections législatives, depuis le dernier découpage électoral de 2010.

### Administration municipale

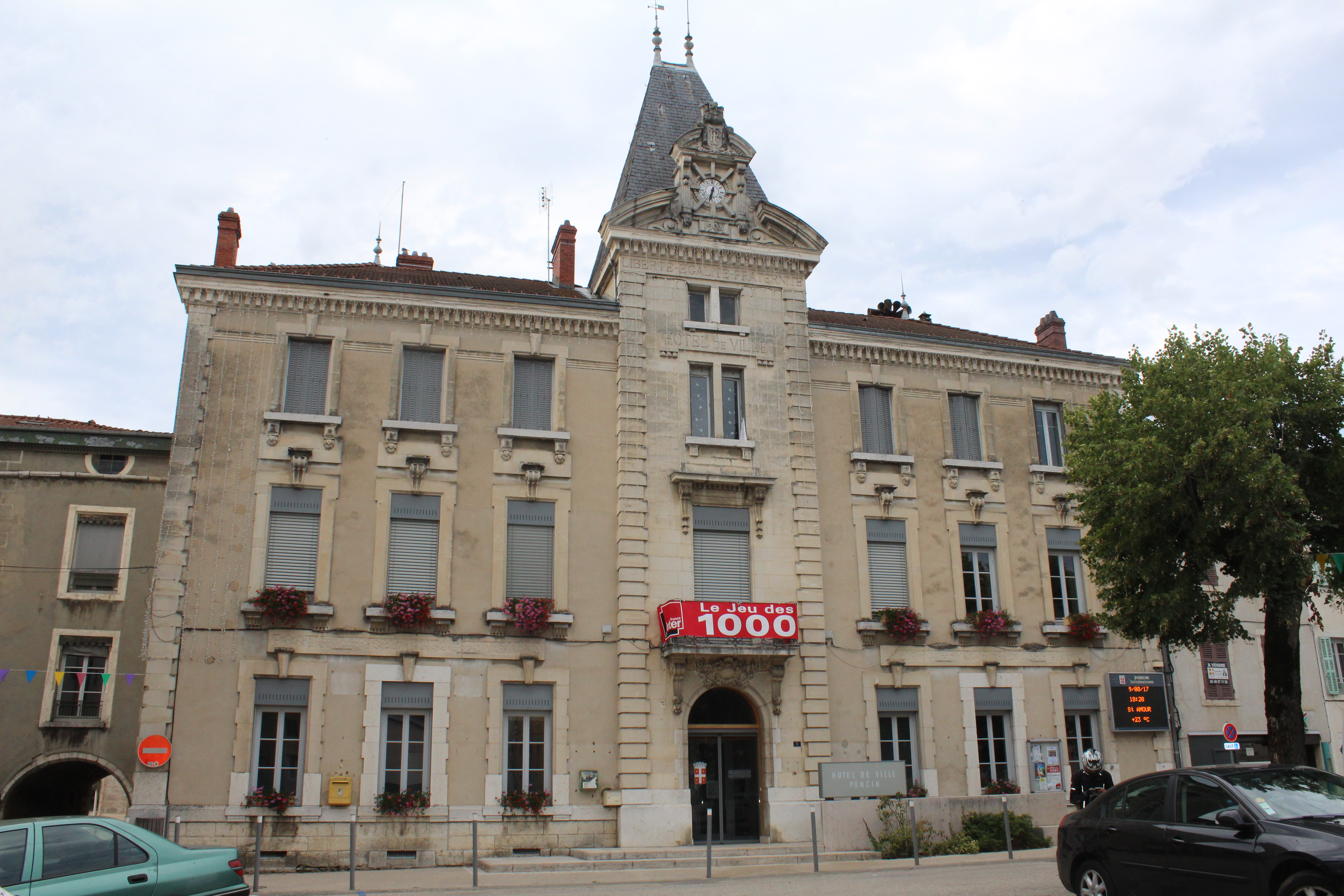
Mairie.

| Période                                  | Période   | Identité           | Étiquette | Qualité |
| ---------------------------------------- | --------- | ------------------ | --------- | ------- |
| mars 1989                                | 1998      | Patrick Berthier   | DVD       |         |
| 1998                                     | mars 2008 | Michel Gendarme    |           |         |
| mars 2008                                | En cours  | Jean-Michel Giroux | DVD       | Médecin |
| Les données manquantes sont à compléter. |           |                    |           |         |

## Démographie
L'évolution du nombre d'habitants est connue à travers les recensements de la population effectués dans la commune depuis 1793. Pour les communes de moins de 10 000 habitants, une enquête de recensement portant sur toute la population est réalisée tous les cinq ans, les populations de référence des années intermédiaires étant quant à elles estimées par interpolation ou extrapolation. Pour la commune, le premier recensement exhaustif entrant dans le cadre du nouveau dispositif a été réalisé en 2007.

En 2022, la commune comptait 1 766 habitants, en évolution de +4,13 % par rapport à 2016 (Ain : +5,15 %, France hors Mayotte : +2,11 %).
| 1793  | 1800  | 1806  | 1821  | 1831  | 1836  | 1841  | 1846  | 1851  |
| ----- | ----- | ----- | ----- | ----- | ----- | ----- | ----- | ----- |
| 2 043 | 2 511 | 2 696 | 1 923 | 2 121 | 2 097 | 2 109 | 1 902 | 2 135 |

| 1856  | 1861  | 1866  | 1872  | 1876  | 1881  | 1886  | 1891  | 1896  |
| ----- | ----- | ----- | ----- | ----- | ----- | ----- | ----- | ----- |
| 2 171 | 2 238 | 2 187 | 2 100 | 2 052 | 2 006 | 1 913 | 1 831 | 1 724 |

| 1901  | 1906  | 1911  | 1921  | 1926  | 1931  | 1936  | 1946  | 1954  |
| ----- | ----- | ----- | ----- | ----- | ----- | ----- | ----- | ----- |
| 1 675 | 1 474 | 1 395 | 1 222 | 1 154 | 1 243 | 1 230 | 1 201 | 1 279 |

| 1962  | 1968  | 1975  | 1982  | 1990  | 1999  | 2006  | 2007  | 2012  |
| ----- | ----- | ----- | ----- | ----- | ----- | ----- | ----- | ----- |
| 1 157 | 1 210 | 1 115 | 1 144 | 1 229 | 1 360 | 1 550 | 1 576 | 1 687 |

| 2017  | 2022  | - | - | - | - | - | - | - |
| ----- | ----- | - | - | - | - | - | - | - |
| 1 703 | 1 766 | - | - | - | - | - | - | - |

## Culture locale et patrimoine

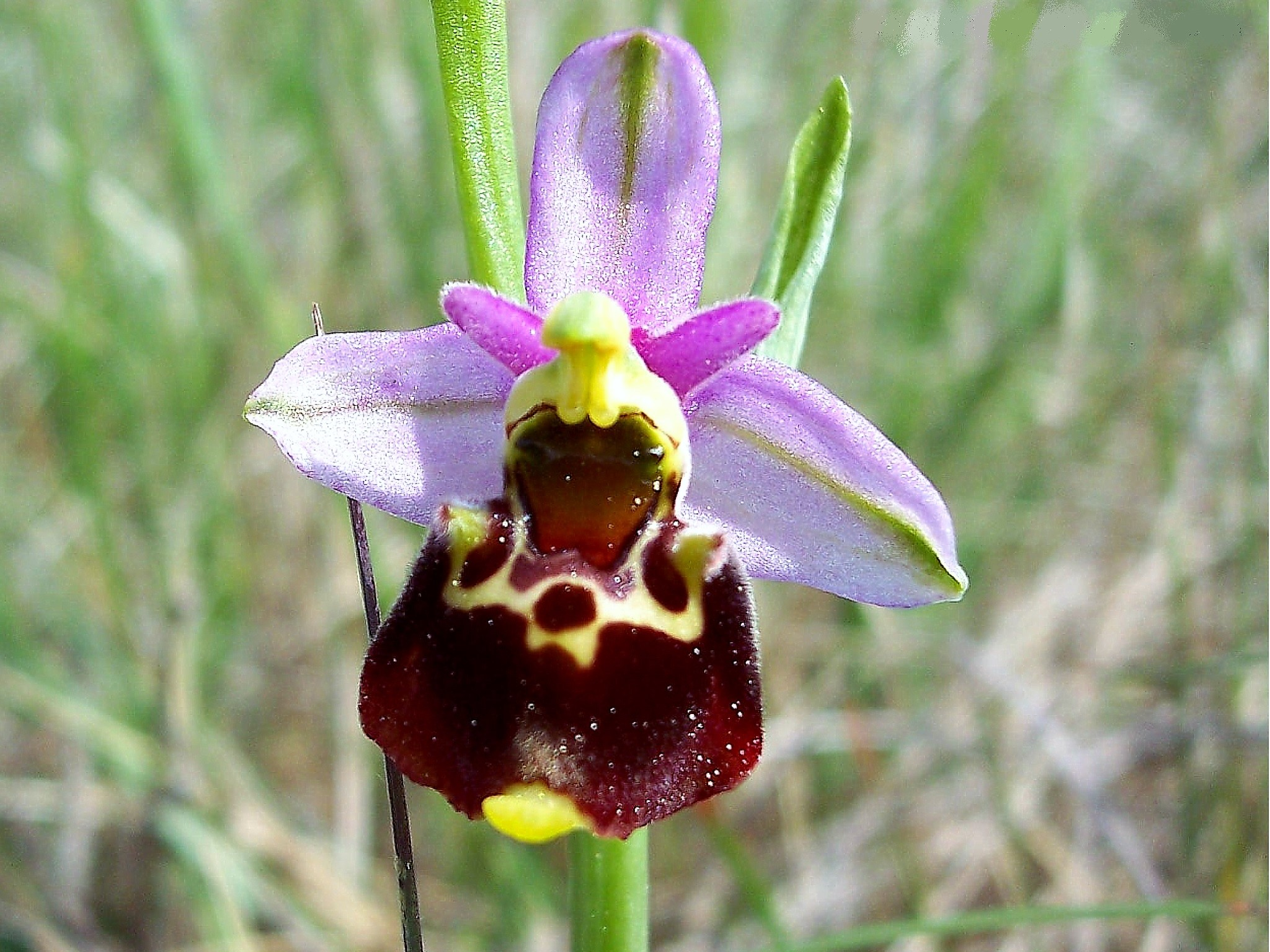
Ophrys bourdon.

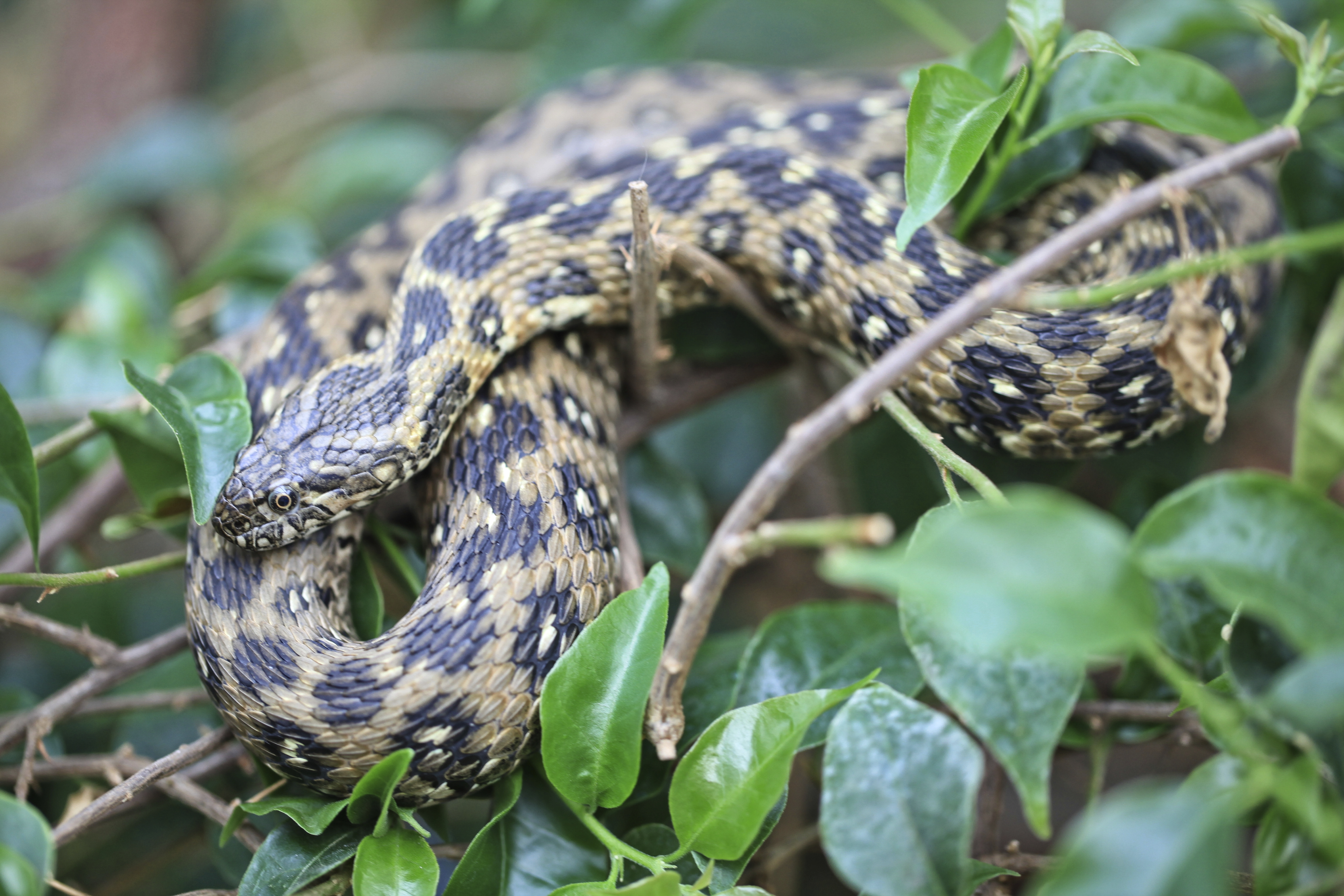
Couleuvre vipérine.

### Patrimoine naturel - Faune et flore
La commune comporte de nombreux habitats naturels favorables à une faune et une flore, très diversifiée. Notons comme exemple les orchidées qui y sont très nombreuses (céphalanthère blanche, limodore à feuilles avortées, ophrys bourdon, ophrys mouche, orchis bouc, orchis homme-pendu, orchis militaire, orchis pyramidal...).
Pour la faune, la rivière est le lieu de vie du castor d'Eurasie et la loutre d'Europe revient peu à peu dans le secteur depuis les années 2010. Le martin-pêcheur est régulièrement vu. Au bord de la rivière, on peut croiser l'inoffensive couleuvre vipérine.
Dans les boisements et coteaux, le pic mar, pic épeiche et pic vert sont abondants. Le crapaud commun, le triton alpestre et la salamandre tachetée peuvent être croisés dans les rares zones humides. Le seigneur des lieux est incontestablement le lynx boréal qui arpente régulièrement les reliefs poncinois.
Parmi les oiseaux remarquables, on observe à Poncin les allées et venues du milan royal ou de la bondrée apivore.

### Lieux et monuments

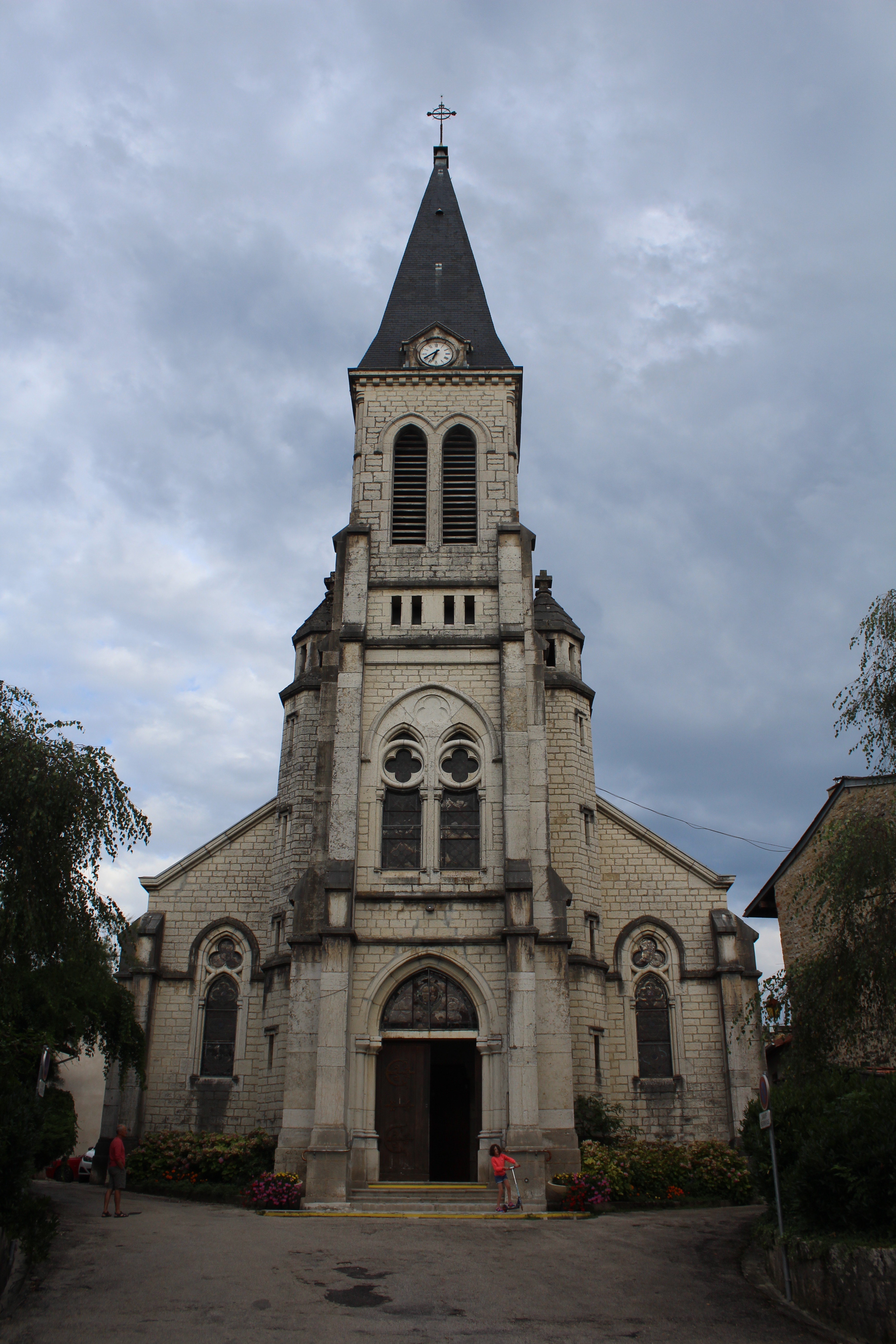
Église Saint-Martin.

- Château de Poncin des XIVe, remanié aux XVIe et XVIIe siècles par les ducs de Nemours qui l'ont obtenu de la maison de Savoie en 1565.

Le château est fondé vers 1308 par Humbert de Thoire-Villars qui en fait aveu au dauphin de Viennois. En 1375, la suzeraineté passe aux comtes de Savoie qui en 1402 acquièrent le château et le domaine utile.
- Maisons du XVe siècle.
- Viaduc de Poncin.
- Barrage d'Allement.
- Abri Gay.
- Église Saint-Martin.
- Château de la Cueille.
- Chapelle Saint-Antoine de la Cueille.
- Chapelle Saint-Christophe de Leymiat.
- Chapelle Sainte-Madeleine d'Allement.
- Chapelle Saint-Joseph de Breignes.

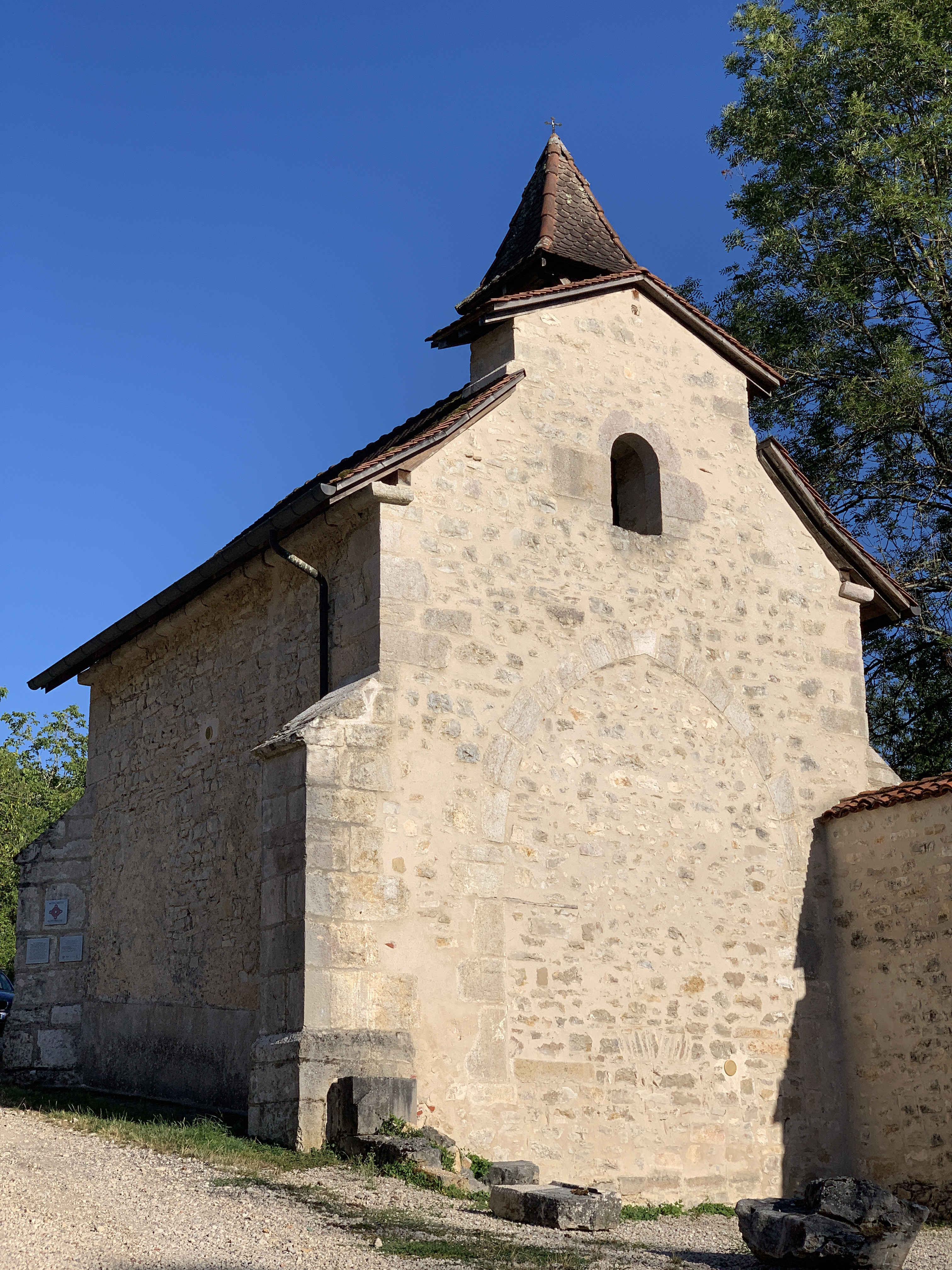
Chapelle Saint-Antoine de la Cueille
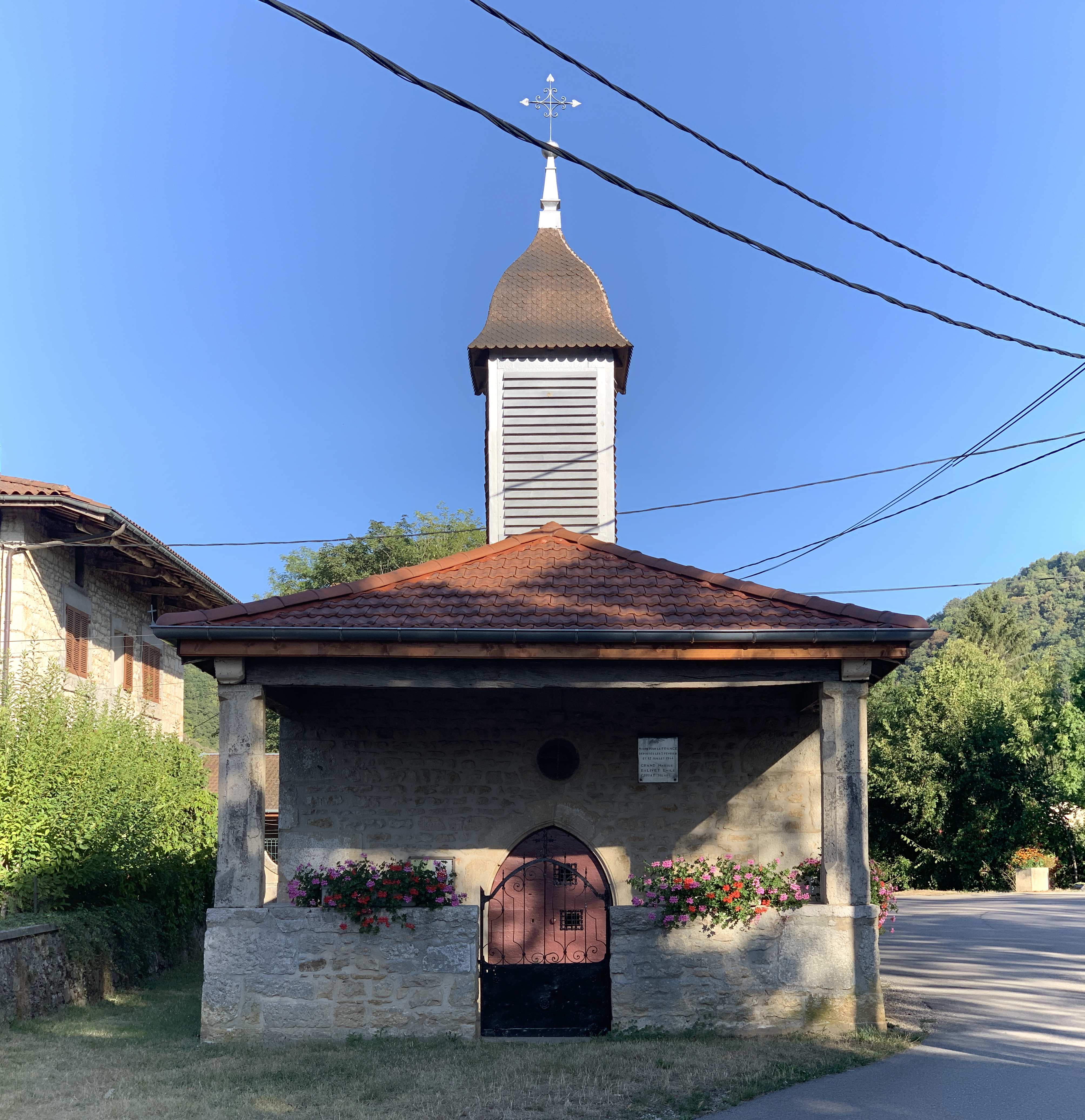
Chapelle Saint-Christophe de Leymiat
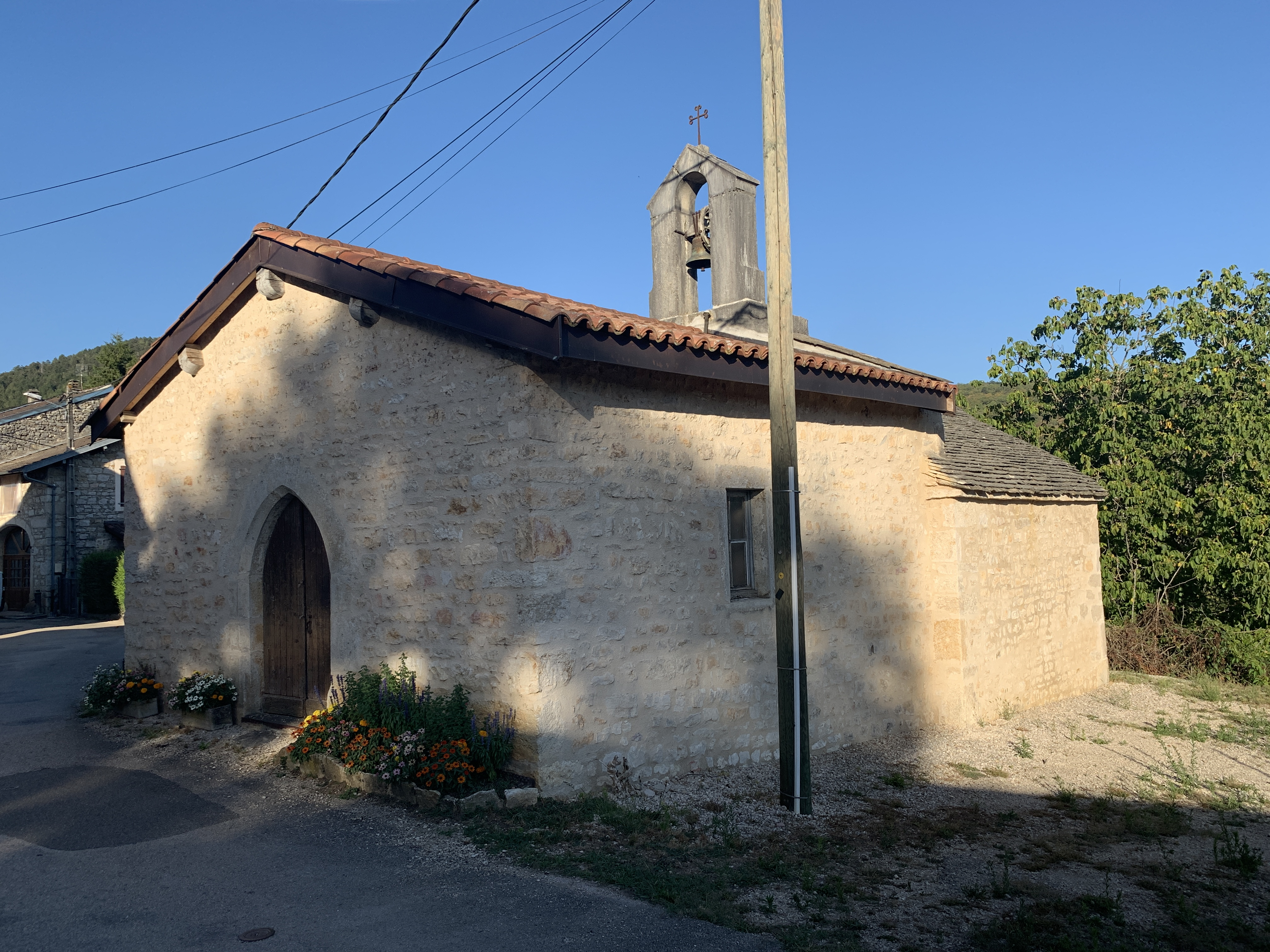
Chapelle Sainte-Madeleine d'Allement
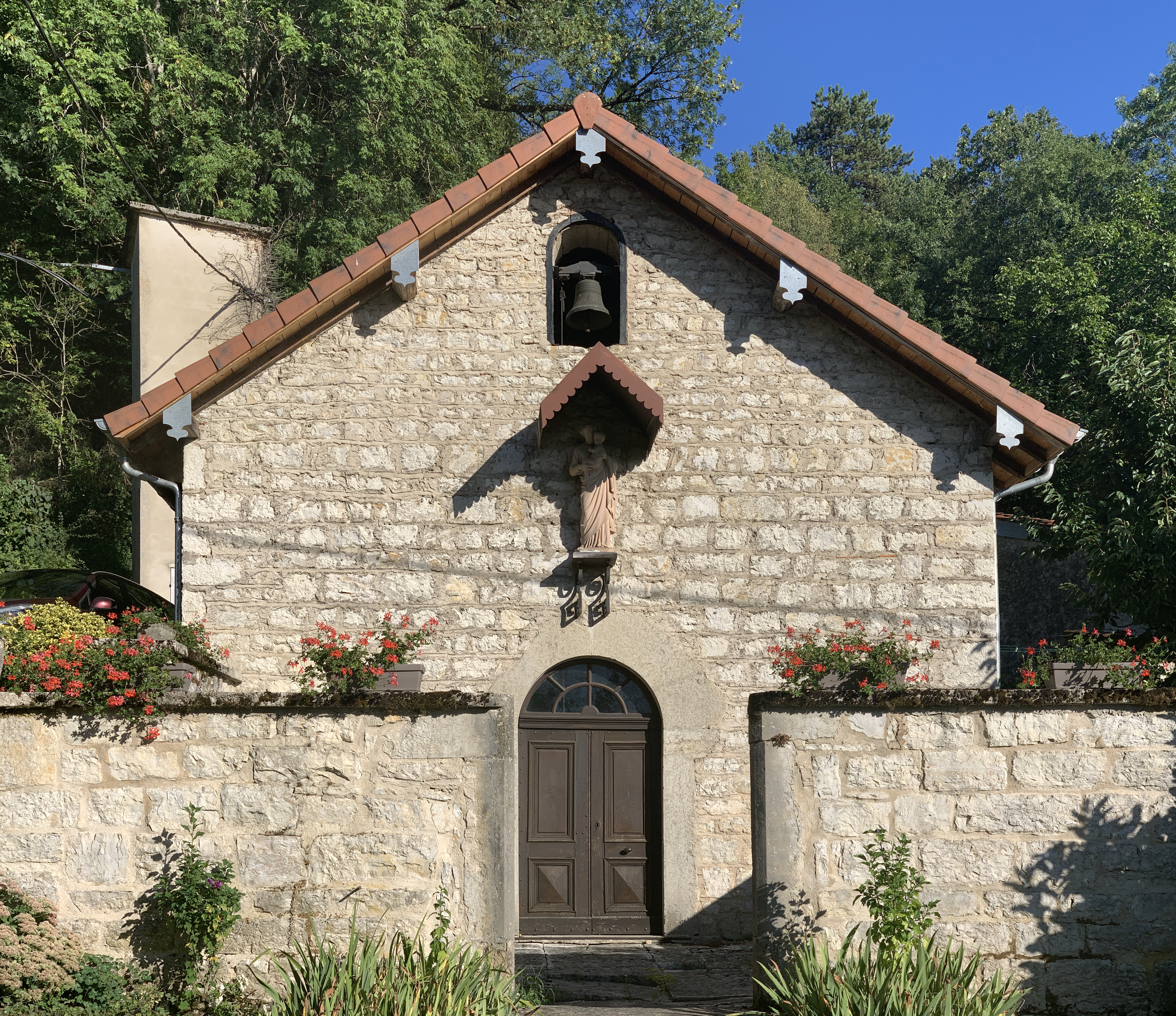
Chapelle Saint-Joseph de Breignes

### Personnalités liées à la commune
- Philippe de Gaulle et son épouse s'y sont mariés.
- Louis-François-Marc-Hilaire de Conzié (1732-1805) évêque français du XVIIIe siècle.
- Joachim François Mamert de Conzié (1736-1795) évêque français de la fin du XVIIIe siècle, frère du précédent.
- Charles Aimé Bochard (1760-1850), homme politique, député de l'Ain lors des Cent-Jours.
- Marie François Xavier Bichat (1771-1802) médecin a exercé à Poncin en 1768 en remplacement de son oncle Joseph[27].

### Héraldique
| Blason de Poncin | Blason  | De gueules à la croix d'argent cantonnée, au premier et au quatrième, d'une étoile d'or, au deuxième et au troisième, d'une rose du même. |
| Blason de Poncin | Détails | |